# HPCON
HPCON은 Health Protection Condition Levels의 약자로, 미군의 "보건 방호 태세"를 말한다.

## 등급
- HPCON 0: Routine: 평상시. 표준 예방수칙을 유지한다. 자주 손씻기, 소매에 기침하기, 영양보충 잘하기, 운동하기, 백신주사맞기, 예방교육받기
- HPCON A: Limited: Health Alert. Communicate risk and symptoms of health threat to installation; review plans and verify training, stocks, and posture; prepare to diagnose, isolate, and report new cases
- HPCON B: Moderate: 엄격한 위생. 악수 금지, 일상물품 닦기. 환자와 접촉한 경우 자가격리(마스크 쓰기, 집에 머물기). 오염된 물, 음식, 장소를 피하기.
- HPCON C: Substantial: 사회적 거리두기. (대규모 모임에 대한 제한, gatherings, temporary duty assignments); shelter in-place indoors; utilize respirators; 의료물자 대량배포
  - HPCON C (MINUS): 알파, 브라보 등급의 모든 조치와 찰리 등급의 많은 부분을 조치한다. 군사기지는 폐쇄되지 않고 열려 있으며, 기지 출입구에서 의료검사를 하지 않는다.
  - HPCON C (PLUS): 해당 기지 소속 장병 등은 종교시설, 세탁소, 이발소, 클럽, 영화관, 술집 등의 출입이 엄격히 금지된다.
- HPCON D: Severe. 심각 단계. 이동 제한. 예를 들면 격리

## 사례
2013년, 브래드 피트 주연의 월드워Z가 개봉했다. 좀비 영화인데, 평택 주한미군 기지 캠프 험프리스가 나온다. 이런 경우 평택에는 HPCON 델타가 발령된다. 군사기지를 완전히 외부와 격리한다.
2020년 3월 25일, 미국 국방부는 군내 지속적인 코로나19 감염 확산세에 따라 전세계에 걸친 군의 보건 방호태세를 '찰리'로 높였다.
2020년 3월 26일, 로버트 B. 에이브럼스 주한미군 사령관은 HPCON 등 준수사항을 따르지 않으면 미군 시설에 대해 2년간 출입이 금지될 수 있다고 말했다.

## 같이 보기
- 데프콘. 전투준비태세